# Alicja Przyłuska-Fiszer
Alicja Honorata Przyłuska-Fiszer (ur. 30 maja 1955 w Warszawie) – polska filozofka, rektor Akademii Wychowania Fizycznego Józefa Piłsudskiego w Warszawie, doktor habilitowana nauk humanistycznych Uniwersytetu Warszawskiego specjalizująca się w bioetyce i filozofii medycyny. Od wielu lat związana naukowo i dydaktycznie z Akademią Wychowania Fizycznego w Warszawie. Autorka publikacji i projektów badawczych dotyczących etycznych aspektów medycyny, zdrowia i cielesności.

## Życiorys
Absolwentka IX LO im. Klementyny Hoffmanowej w Warszawie. W 1978 ukończyła studia filozoficzne na Wydziale Nauk Społecznych Uniwersytetu Warszawskiego. W latach 1980–1983 odbyła studia doktoranckie w zakresie filozofii w Instytucie Filozofii i Socjologii PAN, kończąc je w 1983 obroną pracy doktorskiej zatytułowanej Etyka a eugenika negatywna. W 1984 uzyskała stopień doktorski w zakresie nauk humanistycznych. W 1998 uzyskała habilitację na Wydziale Filozofii i Socjologii UW. W 1999 uzyskała profesurę nadzwyczajną, zaś w 2015 zwyczajną.
W latach 1978–1979 pracowała jako asystentka w Zakładzie Badań Socjologicznych i Wychowania Instytutu Polityki Naukowej, Postępu Technicznego i Szkolnictwa Wyższego. Od 1984 (pracuje w Akademii Wychowania Fizycznego w Warszawie, początkowo jako adiunktka w Zakładzie Filozofii i Socjologii na Wydziale Wychowania Fizycznego, a od 1998 – w Katedrze Psychospołecznych Podstaw Rehabilitacji na Wydziale Rehabilitacji. Od 2002 jest kierowniczką Zakładu Filozofii Medycyny i Bioetyki (dawniej Pracownia Bioetyki) oraz pełni funkcję kierowniczki Pracowni Bioetyki i Filozofii.
W latach 1999–2005 pełniła funkcję prodziekana ds. nauki na Wydziale Rehabilitacji AWF, wydziałowego koordynatora Programu Sokrates i przewodniczącej Wydziałowej Komisji Rekrutacyjnej. W kadencji 2005–2008 pełniła funkcję prorektora ds. studenckich AWF. W kadencji 2008–2012 pełniła funkcję rektora uczelni.
Opracowała program zajęć z etyki, filozofii medycyny i bioetyki dla studentów rehabilitacji, prowadzi wykłady z bioetyki na kursach podyplomowych (UW, WSPS, AWF) i etyki badań naukowych na studiach doktoranckich. Była promotorką wyróżnionej pracy doktorskiej (2007) na Wydziale Rehabilitacji AWF w Warszawie oraz promotorką kilkunastu prac magisterskich.
Przedmiotem jej zainteresowań naukowych jest bioetyka (etyczne i filozoficzne problemy biologii i medycyny), etyka normatywna i metaetyka. Prowadziła wykłady, ćwiczenia i seminaria z historii filozofii i etyki dla studentów na kierunku wychowanie fizyczne (AWF), zajęcia z zakresu deontologii lekarskiej, filozofii i etyki medycznej dla studentów medycyny (AM), zajęcia z zakresu bioetyki dla studentów prawa (UW) oraz seminaria z deontologii lekarskiej i bioetyki dla lekarzy, pielęgniarek i rzeczników odpowiedzialności zawodowej (CMKP).
Zdobyła trzy międzynarodowe stypendia naukowe: dwukrotnie The Nuffield Foundation grant to study bioethics (1992, 1993) oraz TEMPUS Individual Mobility Grant (1995). Odbyła staże naukowe w Centre for Philosophy and Health Care (Uniwersytet Walijski, Swansea – Wielka Brytania, 1992), w The Hastings Center (Briarcliff Manor w Nowym Jorku, 1993) oraz w Catholic University of Nijmegen w Holandii (1995).
Uczestniczyła w realizacji czterech międzynarodowych projektów badawczych z zakresu bioetyki finansowanych przez Komisję Europejską (1994–1995), Fundację Stefana Batorego (2003) oraz Oxford Outcomes (2003–2004). W Akademii Wychowania Fizycznego w Warszawie kierowała trzema projektami badań własnych (Etyczne aspekty sporu o przerywanie ciąży, Teoretyczne podstawy bioetyki, Kultura fizyczna w perspektywie dobrostanu (zdrowia) biologicznego i etycznego) i jednym projektem badań statutowych, uczestniczyła też w dwóch badaniach statutowych jako wykonawczyni.
Opublikowała dwie monografie, w tym Etyczne podstawy kontroli genetycznej (1988) oraz pracę habilitacyjną Etyczne aspekty sporu o przerywanie ciąży (1997), 45 artykułów i rozdziałów w pracach zbiorowych (7 w języku angielskim i niemieckim) oraz 5 przekładów naukowych. Brała aktywny udział w ponad 50 konferencjach naukowych.
Od 1998 przez 7 lat była członkinią Senackiej Komisji Badań Naukowych. W latach 2012–2016 przewodniczyła Senackiej Komisji ds. Etyki Badań Naukowych. W latach 2018–2021 oraz 2022–2025 należała do Rady Głównej Nauki i Szkolnictwa Wyższego. W latach 2022–2024, a następnie 2024–2028, należała Komisji Komunikacji i Odpowiedzialności Społecznej KRASP. Jest Przewodniczącą Rady Fundacji na Rzecz Jakości Kształcenia Sekretarz Rady Fundacji Rektorów Polskich. Jest członkinią Komisji ds. Organizacyjnych i Legislacyjnych KRASP. Była członkinią Rady Fundacji na Rzecz Jakości Kształcenia i Rady Fundacji Rektorów Polskich.
Jest członkinią Polskiego Towarzystwa Filozoficznego, wiceprzewodniczącą Komitetu Bioetyki przy Prezydium PAN, Executive Committee w Polish Unit of the International Network of the UNESCO Chair in Bioethics, członkinią European Society for Philosophy of Medicine and Healthcare oraz członkinią-założycielką Polskiego Towarzystwa Bioetycznego i wiceprzewodniczącą jego zarządu. Bierze udział w pracach Rady Programowej pisma „Człowiek – Niepełnosprawność – Społeczeństwo” i „Krytyka Lekarska” oraz Komitetu Reakcyjnego czasopisma „Wychowanie Fizyczne i Sport”.
W 1999 otrzymała nagrodę indywidualną Prezesa Urzędu Kultury Fizycznej i Turystyki za dorobek naukowy, a w 2007 – Medal Komisji Edukacji Narodowej. Za osiągnięcia naukowe, organizacyjne i dydaktyczne wyróżniało ją Ministerstwo Nauki i Szkolnictwa Wyższego, Fundacja Rektorów Polskich oraz Marszałek Województwa Mazowieckiego.